# سيرهي تكاشينكو
سيرهي تكاشينكو (بالأوكرانية: Ткаченко Сергій Вікторович)‏ هو لاعب كرة قدم أوكراني في مركز الوسط، ولد في 10 فبراير 1979 في أوديسا في أوكرانيا. شارك مع منتخب أوكرانيا لكرة القدم. أما مع النوادي، فقد لعب مع أرسنال كييف وتشورنومورتس أوديسا وميتالورغ دونيتسك ونادي أوديسا ونادي شاختار دونيتسك.

## وصلات خارجية
- سيرهي تكاشينكو على موقع اتحاد أوكرانيا (الإنجليزية)
- سيرهي تكاشينكو على موقع قاعدة بيانات كرة القدم.إي يو (الإنجليزية)
- سيرهي تكاشينكو على موقع ناشيونال فوتبول تيمز (الإنجليزية)
- سيرهي تكاشينكو على موقع Soccerway.com (الإنجليزية)